# St-Roch (Villeneuve-le-Bœuf)

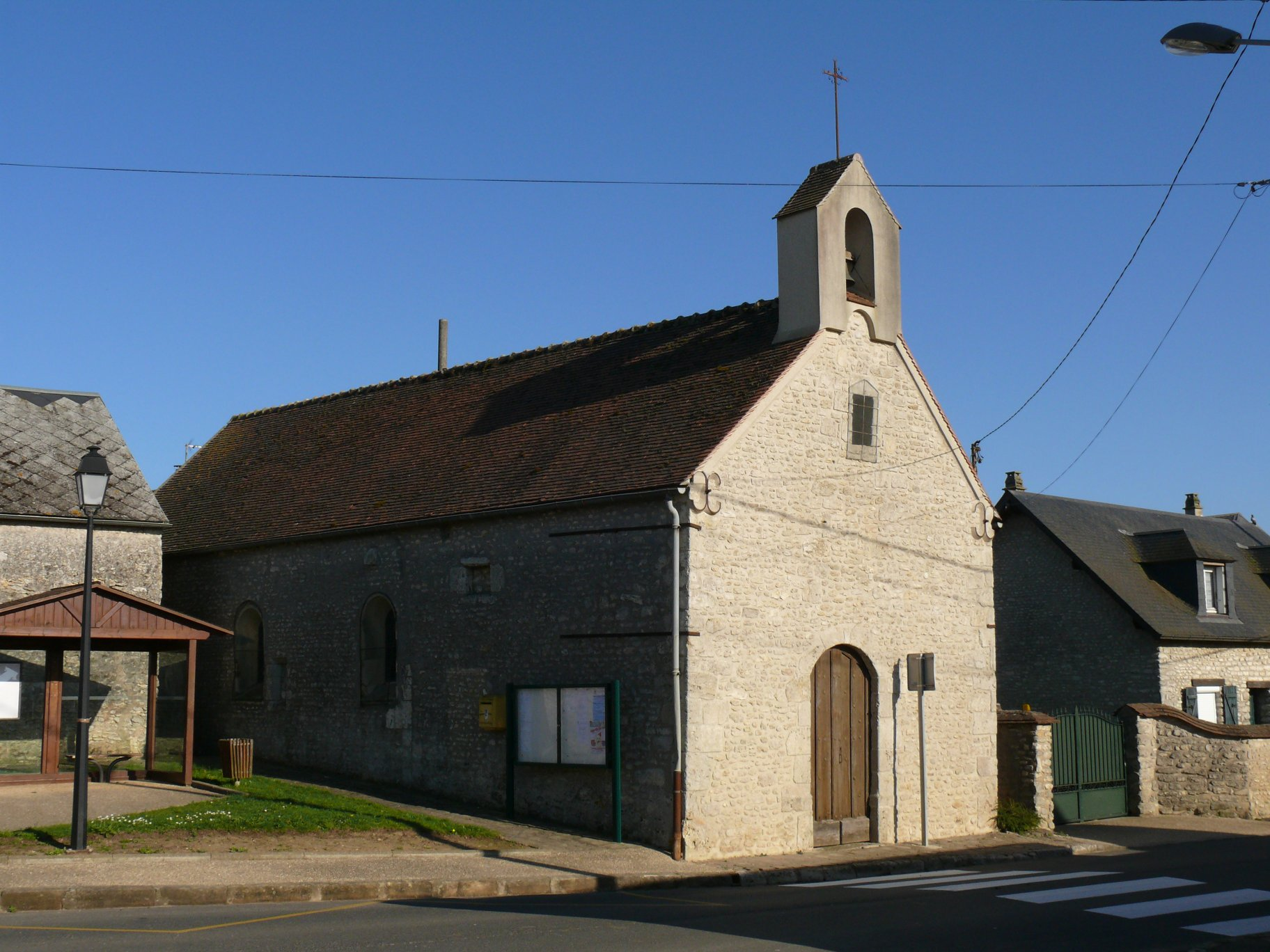
Kapelle St-Roch in Villeneuve-le-Bœuf

Die katholische Kapelle St-Roch in Villeneuve-le-Bœuf, einem Ortsteil der französischen Gemeinde Angerville im Département Essonne in der Region Île-de-France, wurde im 12. Jahrhundert errichtet und im 19. Jahrhundert verändert. Die Kapelle ist dem heiligen Rochus geweiht.
Die Saalkirche wird von einem flachen Chor abgeschlossen. An der Westseite befindet sich das Portal und der Dachreiter mit Glocke. 
Im Inneren wurde bei Renovierungsarbeiten die beschädigte Liegefigur eines Ritters entdeckt.